# Гессе Павло Іванович
Павло Іванович Гессе (1801—1880, Флоренція, Італія) — російський державний діяч, віце-губернатор Полтавської губернії, губернатор Чернігівської та Київської губерній.

## Біографія
Павло Іванович Гессе народився 1801 року, освіту здобув у Московському університетському пансіоні, звідки вступив до Московського університету .

### Військова служба
Не закінчивши курсу, вступив 17 лютого 1817 р. на військову службу підпрапорником у лейб-гвардії Ізмайлівському полку.
Переведений з портупей-прапорщиків до прапорщиків 29 січня 1820 р., у підпоручники — 1 січня 1821 р. та в поручники — 6 січня 1823 р. У 1825—1826 рр. був бригадним ад'ютантом.
У 1826 р. нагороджений чином штабс-капітана (19 березня) та орденом св. Анни 3 ст. (22 серпня) та призначений ад'ютантом до петербурзького коменданта генерал-ад'ютанта П. Башуцького (2 листопада).
15 січня 1829 р. вийшов у відставку за домашніми обставинами капітаном.

### Громадянська служба
У 1831 році під час холерної епідемії Гессе був опікуном по Веневський повіт Тульської губернії.
6 липня 1838 р. вступив на цивільну службу з перейменуванням на надвірні радники та призначений Полтавським віце-губернатором.
За відзнаку по службі він отримав чини колезького радника (5 грудня 1839) і статського радника (6 грудня 1840).
11 січня 1841 р. призначено в. д. Чернігівського цивільного губернатора (затверджений 30 березня 1846 р.).
У 1845 році Павло Іванович Гессе був нагороджений чином дійсного статського радника (19 січня) та орденом св. Володимира 3 ст. (17 жовтня).
19 жовтня 1852 року перейменований на генерал-майори із зарахуванням по армії, призначенням військовим губернатором Чернігова та з залишенням на колишній посаді.
11 березня 1855 р. призначений Київським цивільним губернатором. 27 липня того ж року затверджено у званні віце-президента Київського тюремного комітету.
26 серпня 1856 року він був підвищений до генерал-лейтенанта.
Посаду губернатора залишив 8 січня 1864, будучи зарахований по армійській піхоті.
Павло Іванович Гессе помер у 1880 році у Флоренції, де і був похований.

## Нагороди
- Орден Святої Анни 3-го ступеня (22 серпня 1826)
- Орден Святого Володимира 3-го ступеня (17 жовтня 1845)
- Відзнака за XV років бездоганної служби (1848)
- Орден Святого Станіслава 1-го ступеня (6 грудня 1848),
- Відзнака за XX років бездоганної служби (1850)
- Орден Святої Анни 1-го ступеня (8 квітня 1851, Імп. кор. 11 січня 1855),
- Відзнака за XXV років бездоганної служби (1855)
- Орден Святого Володимира 2-го ступеня (1858)
- Орден Білого орла (17 квітня 1860).

## Праці
У «Російських Відомостях» 1863 р. (№ 39, стор. 4—8) надруковано його листа до редактора про «істинний перебіг» подій під час польського повстання в Південно-Західному краї та про заходи, які б захистили назавжди російське населення краю від польського впливу і дали простір російської народності.

## Сімейне та майнове становище
Батько — Іван Християнович Гессе — генерал-лейтенант, Московський комендант.
Був одружений з 22 квітня 1822 р. на Дарії Олексіївні Марковій і мав 5 синів; їх старший, Микола, був теж Київським губернатором, а молодший, Петро (1846—1905) — палацовим комендантом і генерал-ад'ютантом.
Володів маєтками в Ярославській, Рязанській та Київській губерніях (близько 4500 десятин).